# نبیل اسلم
نبیل اسلم ({{lang-ur|محمد نبيل اسلم؛ زادهٔ ۳ اوت ۱۹۸۴) بازیکن فوتبال اهل پاکستان-دانمارک بود.
از باشگاه‌هایی که در آن بازی کرده است می‌توان به باشگاه ورزشی هورسنس اشاره کرد.
وی همچنین در تیم ملی فوتبال پاکستان بازی کرده است.